# Notolabrus parilus
Notolabrus parilus es una especie de peces de la familia Labridae en el orden de los Perciformes.

## Distribución geográfica
Se encuentra en Australia:  Victoria, Australia Meridional y sur de Australia Occidental.